# آمنة النصيري
آمنة علي النصيري هي فنانة تشكيلة وكاتبة يمنية وأستاذة علم الجمال بجامعة صنعاء، ولدت في مدينة رداع بمحافظة البيضاء عام 1970 ، وترأس مرسم ومؤسسة كون لثقافة وتنمية الذائقة البصرية، وكانت رئيسة تحرير صحيفة تشكيل، وحصلت على الوسام التذكاري لجمعية النقاد الروس، 2001، أقامت 17 معرضا لأعمالها في الفنون التشكيلة في اليمن وروسيا وألمانيا وهولندا وأيرلندا.

## التعليم
- بكالوريوس تاريخ نظريات الفن وعلم الجمال - أكاديمية الدولة للفنون "سوريكوف"، موسكو، روسيا.[2]
- ماجستير- أكاديمية الدولة للفنون "سوريكوف"، موسكو، روسيا، 1994.[5]
- دكتوراه في فلسفة الفن- جامعة الصداقة بين الشعوب، موسكو، روسيا، 2001.[2]

## مؤلفاتها
- متوالية القديم والجديد، عمل مشترك مع عمر عبد العزيز، دائرة الثقافة والإعلام، الشارقة: 2003.[6]
- مقامات اللون (مقالات ورؤى في الفن البصري)، وزارة الثقافة ، اليمن - 2004.[7]
- مواقيت لأحزان سبأ، عمل مشترك مع أحمد العواضي، وزارة الثقافة ، اليمن - 2004.[8]